# Ochthoeca
Ochthoeca é um género de aves da família Tyrannidae.
Este género contém as seguintes espécies:
- Ochthoeca fumicolor
- Ochthoeca leucophrys
- Ochthoeca piurae
- Ochthoeca oenanthoides
- Ochthoeca rufipectoralis
- Ochthoeca cinnamomeiventris
- Ochthoeca frontalis
- Ochthoeca jelskii
- Ochthoeca diadema
- Ochthoeca pulchella